# Dialog Design
Dialog Design bezeichnet die Gestaltung von Dialogen zwischen einem Nutzer und einem Sprachdialogsystem. Dialog Design hat die Aufgabe, die Nutzung solcher Systeme einfach, schnell und angenehm zu machen. Dabei sind die Unterschiede zwischen graphischen und akustischen Benutzeroberflächen (Voice User Interfaces, VUI) zu beachten:   
- Die Informationsaufnahme über den akustischen Kanal dauert prinzipiell länger als über den optischen Kanal. Zum Beispiel lässt sich ein Buch schneller selbst lesen, als dass man es jemandem vorliest.
- Beim Ohr gibt es keine Analogie zum „Überfliegen“ eines Textes.  Akustischer Input muss streng linear und mit der vorgesehenen Geschwindigkeit aufgenommen werden. Die Inputgeschwindigkeit orientiert sich dabei in der Regel an den sprachlich schwächsten Nutzern des Systems. Beispielsweise können Optionen akustisch nicht „auf einen Blick“ ausgegeben werden.
- Kommunikationsfehler (akustisch nicht Verstandenes) können nicht so einfach behoben werden wie in einem grafischen System.
- Alle akustischen Informationen sind vergänglich und verbleiben einzig im begrenzten Kurzzeitgedächtnis des Nutzers.

Gutes Dialog Design bringt die Vorteile eines VUI zur Geltung und federt dessen Beschränkungen ab. Damit ist Dialog Design entscheidend für die Nutzbarkeit und den Erfolg eines Sprachdialogsystems. 
Im Allgemeinen werden drei Arten von Dialogführung unterschieden – vom Nutzer geführte, vom System geführte und gemischt-initiative Dialoge.
Beim nutzergeführten Dialog hat der Nutzer die Initiative.
Beispiel:
Nutzer: „Stelle den Monat auf Februar.“
System:  „Monat ist jetzt Februar“
Beim systemgeführten Dialog übernimmt das System die Initiative. 
Beispiel:
System: „Von wo aus möchten sie fliegen?“
Nutzer: „Von Frankfurt“
System: „Wohin möchten Sie von Frankfurt aus fliegen?“
Nutzer: „Nach Berlin“
System: „Und wann möchten Sie von Frankfurt nach Berlin fliegen?“ (…)
Beim Mixed Initiative Dialog können sowohl das System als auch der Nutzer den Dialog vorantreiben. Das ist besonders dann sinnvoll, wenn das System sowohl von routinierten als auch von sporadischen Nutzern in Anspruch genommen wird. 
Beispiele:
Nutzer: „Ich möchte von Frankfurt nach Berlin fliegen“
System: „Und wann möchten Sie von Frankfurt nach Berlin fliegen?“ (…)
oder
Nutzer: „Ich möchte am Freitagabend von Frankfurt nach Berlin fliegen“
System: „Am Freitagabend stehen folgende Flüge von Frankfurt nach Berlin zur Auswahl“ (…)
Ein immer wichtiger werdender Teilbereich des Dialog Designs ist das Persona Design.